# Setge de Tarragona (1813)
Durant el setge de Tarragona del 3-11 de juny de 1813, una aclaparadora força anglo-aliada comandada pel tinent general John Murray no va capturar el port de Tarragona d'una petita guarnició franco-italiana dirigida pel general de brigada Antoine Marc Augustin Bertoletti. Posteriorment Murray va ser apartat del comandament per a un lideratge indecís i contradictori.

## Antecedents
L'exèrcit anglo-siciliano-espanyol de John Murray, amb seu a Alacant, va infligir un fort cop al cos del mariscal Louis Gabriel Suchet a la batalla de Castalla l'abril. Després d'aquesta acció, Arthur Wellesley, marquès de Wellington, va ordenar a Murray que ataqués Tarragona. Wellington tenia previst llançar la seva ofensiva d'estiu de 1813 contra els exèrcits francesos de Josep Bonaparte. En atacar Tarragona, Wellington va voler evitar que Suchet reforçés a Josep.
El 2 de juny, l'esquadra d'almirall Benjamin Hallowell Carew va posar els 16.000 homes de Murray a terra a la badia de Salou, a sis quilòmetres al sud de Tarragona. Aviat van trobar-se amb la divisió del general Francisco de Copons y Navia de 7.000 soldats espanyols. El 3 de juny, l'exèrcit aliat va assetjar la ciutat.
Murray va organitzar el seu exèrcit en una divisió d'infanteria espanyola i dues britàniques, algunes de cavalleria, dues bateries d'artilleria de camp britànica i una portuguesa, a més d'algunes unitats no adscrites. La primera Divisió del general William Clinton estava formada pel primer batalló del 58è Regiment de Foot i el segon batalló del 67è Regiment de Foot, la quarta legió de la Legió Reial Alemanya i 2 batallons del Regiment Estero de Sicília. La segona divisió del general John Mackenzie estava formada pels primers batallons del 10è, 27è i 81è Regiment de Foot, Els suïsos de De Roll i el 2n Regiment Italià. La força de cavalleria incloïa dos esquadrons cadascun dels 20è de dragons lleugers i els Hússars de Brunswick. El cos lliure de Calàbria i el 1er regiment italià no formaven en brigada. Els 18 canons de setge pesants de Murray van ser els que Wellington va utilitzar per trencar les muralles durant el setge de Ciudad Rodrigo i en la batalla de Badajoz el 1812.
La guarnició de Bertoletti incloïa un batalló cadascun del 20è regiment d'infanteria de línia d'infanteria francesa i el 7è regiment d'infanteria italiana, dues companyies d'artilleria i alguns mariners francesos. Les defenses no s'havien restaurat des que Suchet havia capturat la ciutat al setge de 1811. En qualsevol cas, els 1.600 homes eren massa pocs per manllevar les muralles exteriors, de manera que Bertoletti va abandonar les muralles i va tornar a treure els seus homes a l'antiga. ciutat Va deixar petites guarnicions en dos exteriors, el Bastió de Sant Carles i el Fort Reial.

## El setge
Copons i la seva divisió van ser enviats al nord per bloquejar la carretera de Barcelona i una força britànica va ocupar un fort al sud a Balaguer. En lloc d'atacar immediatament les dues febles guarnicions, John Murray va establir bateries de setge. El 7 de juny, el fortí reial estava indefens en el bombardeig, però Murray va decidir esperar fins a l'11 de juny abans d'assaltar-lo. Quan va saber que Tarragona va ser atacada, Suchet va començar a marxar al nord de València amb 8.000 homes, i des de Barcelona, Charles Decaen va enviar el general Maurice Mathieu i 6.000 homes cap al sud. Suchet preveia que les dues columnes es reunissin a Reus.
Murray estava cada cop més inquiet per les amenaces bessones franceses i el 9 de juny va dictar ordres secretes de retirar-se del setge. L'11 de juny va enllaçar amb Copons i va saber que Mathieu s'acostava. Prometent reforçar Copons amb les tropes britàniques, es va precipitar contra les línies de setge. En escoltar rumors nous que tant Suchet com Mathieu estaven provocant, Murray es va espantar. Va abandonar l'assalt previst i aquella nit, Murray va ordenar que es retiressin les armes pesants. El seu cap d'artilleria li va dir que era impossible treure les armes en menys de 30 hores. Tot era innecessari. Suchet va sentir una amenaça espanyola a València i es va retirar i Mathieu es va despistar amb les avançades de Copons i va trobar que es trobava davant d'un exèrcit combinat de 23.000 homes i va retirar cap al nord.
Mentrestant, Murray va publicar un grapat d'ordres sovint contradictòries que van afegir a la confusió i enfuriat Hallowell. A la nit del 12 de juny, tota la força ja estava embarcada a bord dels vaixells, deixant els 18 canons de setge i moltes provisions deixades enrere. A Copons se li va acudir fugir a les muntanyes. Un Bertoletti sorprès va enviar un missatger a Mathieu que la costa era clara.
Aviat, Murray va decidir desembarcar el 15 de juny cobert per Copons. L'endemà Mathieu va forçar les seves tropes a Tarragona. Quan Murray va sentir que els soldats francesos estaven a prop, de seguida va ordenar que es tornés a embarcar el seu exèrcit, per disgust de Hallowell. Copons va quedar novament a l'estacada. El 18 de juny, la flota mediterrània es va col·locar sobre l'horitzó. Lord William Bentinck va rellevar Murray del comandament i la frustrada expedició va tornar a Alacant.

## Conseqüències
A banda dels 18 canons de setge perduts, els anglo-aliats van perdre 15 morts, 82 ferits i cinc desapareguts. Les pèrdues franceses foren 13 morts i 85 ferides. El fiasco tarragoní no va afectar la campanya de Wellington de 1813, que va acabar amb una decisiva victòria anglo-aliada sobre el rei Josep a la batalla de Vitòria el 21 de juny. El 1814, John Murray va ser jutjat per la seva conducta a Tarragona. Va ser absolt de tots els càrrecs, tret de l'abandonament dels seus canons sense causa justificada, per la qual cosa va ser amonestat pel tribunal.
Amb el triomf de Wellington a la batalla de Vitòria el 21 de juny de 1813 les posicions de Gabriel Suchet a València i Aragó no es podien sostenir i va retirar les tropes, que va concentrar a prop de Barcelona, deixant guarnicions a Denia (120 homes), Sagunt (1.200), Peníscola (500), Morella (120) i Tortosa (5.500), i a Mequinensa (400 hombres) i Montsó, seguits per l'exèrcit de William Bentinck de 28.000 espanyols, britànics, alemanys i italians. Finalment, el 13 d'agost, el  general Suchet es va retirar de Tarragona.